# Augustin de Beaulieu
Augustin de Beaulieu (Rouen, 1589 - Toulon, 1637) fue un navegante y explorador francés.

## Biografía
Desde temprana edad quiso ser marino y en 1612, con veintitrés años, hizo un primer viaje a las costas de África, a Gambia. Navegó con Bricqueville, un caballero normando, con la intención de establecer allí una colonia francesa.
En 1616, se unió a una compañía para la explotación comercial de las Indias Orientales, y obtuvo el mando de un barco. En el viaje de vuelta fueron atacados por los holandeses, que lograron capturar el barco más grande, pero Beaulieu escapó a la captura y con el cargamento de su barco se cubrieron los costes de la expedición.
En 1619, obtuvo el mando de una nueva expedición militar y comercial a las Indias Orientales con dos grandes barcos y un patache. Zarpó desde Honfleur, con el objetivo de combatir a los holandeses en el Lejano Oriente y establecer relaciones comerciales bajo el patrocinio de comerciantes de Ruan y París. La flota pasó el cabo de Buena Esperanza y se dirigió a Aceh. Beaulieu se reunió con el sultán Iskandar Muda para obtener una licencia comercial y un acuerdo para establecer una fábrica. Cuando regresaba con su carga, fue atacado frente a Sumatra nuevamente por los holandeses, que quemaron uno de sus barcos y capturaron otro. Beaulieu logró escapar salvando el tercer barco, que regresó a Le Havre en 1622.
Beaulieu defendía la colonización de Madagascar por Francia, algo de lo que Richelieu prefería abstenerse. En 1665, con la creación de la Compañía Francesa de las Indias Orientales, Francia intentó colonizar esta isla.
Durante las guerras con los hugonotes, Richelieu le dio el mando de un navío de guerra para sitiar las islas de Santa Margarita y San Honorato. Tras la captura de estas islas, y al regresar de una expedición militar a Cerdeña, enfermó en Tolón, donde murió de fiebre amarilla en 1637.
Relató sus viajes en la obra Mémoires d’un voyage aux Indes orientales, 1619-1622: un marchand normand à Sumatra.